# Nicolas Prodhomme
Nicolas Prodhomme (L'Aigle, 1 de fevereiro de 1997) é um ciclista francês que compete com a equipa AG2R Citroën Team.

## Biografia

### Inícios e carreira amador
Nicolas iniciou-se no ciclismo em 2008 no clube Souvenir Daniel-Laborne, após ter praticado futebol. Obteve sua primeira vitória num mínimo de segundo ano e, em particular, converteu-se em campeão de Normandía júnior em 2015.
Em 2017 incorporou-se CM Aubervilliers 93, vinculado à equipa continental HP BTP-Auber 93. Em abril ganhou na Gislard, seu primeiro sucesso na categoria "elite nacional". Depois trabalhou como passante na primeira equipa de Auber, com o que competiu em quatro corridas profissionais, incluída Paris-Tours. Durante a temporada baixa, tendo obtido sua BTS, quis continuar seus estudos e pôs-se em contacto com Chambéry CF, filial da equipa profissional AG2R La Mondiale, ao que se incorporou. Obteve uma licença profissional em inovação e desenvolvimento industrial.
Em 2018, depois de finalizar seus estudos, incorporou-se ao modelo de Chambéry em março. Em maio ocupou o oitavo lugar na Paris-Roubaix sub-23, em sua primeira experiência sobre a calçada. Nas semanas seguintes, ocupou o quarto lugar no Kreiz Breizh Elites. Também participou no Tour de Saboia Mont-Blanc, onde destacou durante a última etapa, passando à quinta posição no alto de Plateau des Glières. Enquanto, distinguiu-se em território italiano ao ganhar Bassano-Monte Grappa, um evento italiano que finalizou a uma altitude de 1775 metros nos Dolomitas. Ao final da temporada, foi stagiaire no AG2R La Mondiale, terminando quarto no Campeonato da França sub-21 e no Giro de Lombardia amador. Também se uniu à equipa de nacional de França para o campeonato mundial sub-23 em Innsbruck em Áustria.
Em 2019 ganhou Piccola Sanremo e o Grande Prêmio de Orlen Nations, uma das rodadas da Copa de Nações, onde a equipa francesa participou na contrarrelógio por equipas.

### Carreira profissional
Em 2021 assinou seu primeiro contrato profissional com a equipa AG2R Citroën Team.

## Palmarés
Ainda não tem conseguido nenhuma vitória profissional.

## Resultados em Grandes Voltas
| Corrida | Corrida         | 2021 | 2022 |
| ------- | --------------- | ---- | ---- |
|         | Giro d'Italia   | —    | 65.º |
|         | Tour de France  | —    | —    |
|         | Volta a Espanha | 52.º | —    |

―: não participa
Ab.: abandono

## Equipas
- HP BTP-Auber 93 (stagiaire) (08.2017-12.2017)
- AG2R La Mondiale (stagiaire) (08.2018-12.2018)
- Cofidis, Solutions Crédits (stagiaire) (08.2020-12.2020)
- AG2R Citroën Team (2021-)